# حزب الخضر في كولومبيا البريطانية
حزب الخضر في كولومبيا البريطانية، الذي يُطلق عليه ببساطة حزب الخضر بي سي، هو حزب سياسي إقليمي في كولومبيا البريطانية، كندا. تأسس عام 1983 ومقره في فيكتوريا. فاز الحزب بأول مقعد له في المجلس التشريعي لكولومبيا البريطانية في انتخابات المقاطعات لعام 2013. وفاز بثلاثة مقاعد في انتخابات المقاطعات لعام 2017، ما جعله أول تكتل سياسي أخضر منتخب في أمريكا الشمالية.

## المبادئ
يدعم حزب الخضر بي سي مبادئ الديمقراطية التشاركية، والاستدامة، والعدالة الاجتماعية، واحترام التنوع، والحكمة البيئية، واللا عنف. 

## التاريخ

### التأسيس والسنوات الأولى (1983-1992)
تأسس أول حزب أخضر في أمريكا الشمالية في كولومبيا البريطانية، كندا في 6 فبراير 1983. وسجل كجمعية إقليمية وحزب سياسي قبل وقت قصير من انتخابات المقاطعات لعام 1983. قدم الحزب أربعة مرشحين وحصل على 0.19٪ من الأصوات تحت قيادة أدريان كار. وفي الانتخابات الاتحادية التكميلية في جولة بعثة - بورت مودي من نفس العام، كانت بيتي نيكرسون أول مرشحة فدرالية من حزب الخضر الكندي، لكن الحزب لم يكن معترفًا به بعد من قبل انتخابات كندا. لذا ظهرت في السجلات الانتخابية كمرشحة «مستقلة».
تخلت كار عن المشاركة الفعالة في الحزب عام 1985، وألغى الحزب منصب الرئيس. وبعد ذلك، مثّل الحزب في وسائل الإعلام ثلاثة ناطقين رسميين. وفي انتخابات المقاطعات لعام 1986، فاز الحزب بنسبة 0.23٪ من الأصوات وقدم تسعة مرشحين. وفي عام 1988، ردًا على اقتراح لتقديم مرشحات فقط في الانتخابات التالية، عادت كار وزوجها بول جورج لفترة وجيزة للمشاركة الفعالة لهزيمة ذلك الاقتراح. منذ عام 1988 حتى عام 1992، انقسم الحزب بشدة بين مؤيدي كار وبين مؤسس منظمة السلام الأخضر جيم بوهلين وتكتلها النسوي البيئي. وخلال هذه الفترة، سيطر على السياسة الداخلية فصيل تسوية بقيادة ناشط الإصلاح الانتخابي ستيف كيسبي.
عمومًا، انتهت هذه الفترة من الاستقرار النسبي بفشل الحزب في تحقيق تقدم في انتخابات المقاطعات لعام 1991، على الرغم من زيادة حصته في التصويت على مستوى المقاطعة إلى 0.86٪ وتقديم قائمة من 42 مرشحًا.

### سنوات باركر (1993-1999)
في عام 1993، انتخب الحزب رئيسًا جديدًا هو ستيوارت باركر البالغ من العمر 21 عامًا، والذي أعاد تجديد الحزب بأعضاء جدد من الشباب. وقد استطاع أن يصل بالحزب لحد الاقتراب من تقديم قائمة كاملة في انتخابات عام 1996، لكنه كان قادرًا فقط على حشد 2٪ فقط من الدعم على مستوى المقاطعة، وعلى الرغم من الحصول على تأييد عالم البيئة البارز ديفيد سوزوكي. ولكن الآمال الخضراء لتحقيق تقدم في جولة كوتاني في نلسون - كرستون مع المرشح آندي شادراك أسفرت عن 11٪ فقط. اتسمت فترة باركر الأولى (1993-1996) بجولة شبه متواصلة في ريف كولومبيا البريطانية الذي كان، حتى ذلك الوقت، منظمة غير مهمة ومتفرقة بشكل كبير خارج وديان أوكاناغان وكوموكس. أثمرت هذه الجولة في تحقيق التنظيم المستمر في جميع أنحاء المقاطعة، ما مكن الحزب من أن يأتي بأربعة مرشحين فقط دون قائمة كاملة.
حُدد اتجاه الحزب تحت قيادة باركر من قبل العديد من أعضاء الحزب الديمقراطي الجديد في كولومبيا البريطانية السابقين الناقمين، وكانت سياسات الحزب تحت قيادة باركر يسارية بشكل واضح. وخلال فترة رئاسة باركر الثانية، ارتفع الحزب إلى ذروة 11٪ في استطلاعات الرأي العام بين عامي 1996 و1999، على وجه الحصر تقريبًا على حساب الحزب الديمقراطي الجديد. على الرغم من أنه اعتُقل بتهمة قطع الطرق بالحواجز بين عامي 1993 و1997، فقد استثمر حزب الخضر التابع لباركر موارد أكثر في معارضة حزمة مزايا كولومبيا البريطانية من إصلاحات الرفاهية والعمل على قضايا اجتماعية أخرى أكثر من أي قضية بيئية مهمة.
وبينما ظل باركر ينتقد بشدة حكومة الحزب الديمقراطي الجديد لجلان كلارك، قاد باركر مفاوضات مثيرة للجدل للغاية لتشكيل تحالفات انتخابية بلدية مع الأحزاب المنتسبة إلى الحزب الديمقراطي الجديد في عام 1998 بعد تقسيم جميع الأصوات باستثناء التمثيل اليساري الذي ألغي على المستوى المحلي في فانكوفر وفيكتوريا في عام 1996. هذه المفاوضات، التي وافق عليها كلارك، أسفرت عن اتفاقيات ثلاثية بين مجالس العمل المحلية والخضر والديمقراطيين الجدد في فانكوفر وفيكتوريا، ما أدى إلى تحالفات حمراء وخضراء تتنافس في الانتخابات البلدية لعام 1999 في كلتا المدينتين بدعم من العمال المنظمين. لم يشكل أي من طرفي التحالف حكومة ولكن حقق كلاهما مكاسب كبيرة، والتي أدت إلى انتخاب آرت فاندين بيرغ في فيكتوريا، كولومبيا البريطانية، وهو أول شخص في التاريخ الكندي يرشح نفسه بصفته من حزب أخضر ويُنتخب في مجلس المدينة. في فانكوفر، قادت جهود التحالف أيضًا إلى انتخاب مفوضة باركس روزلين كاسيلز.